# ناحیه راکی ران، شهرستان هنکاک، ایلینوی
ناحیه راکی ران (به انگلیسی: Rocky Run Township) یک منطقهٔ مسکونی در ایالات متحده آمریکا است که در شهرستان هنکاک، ایلینوی واقع شده‌است. ناحیه راکی ران ۱۴۶ متر بالاتر از سطح دریا واقع شده‌است.